# Халоген
Елементи VIIa групе називају се халогеним елементима. Групу чине неметали: флуор (F), хлор (Cl), бром (Br), јод (I) и металоид астат (At), недовољно испитани радиоактивни елемент с малим полувременом распадања. Заједничка конфигурација за елементе ове групе је: ns2 np5, са неспареним електроном у p орбитали.
У елементарном стању ови елементи се јављају у виду двоатомних молекула. Атоми у молекулу везани су једноструком ковалентном везом. Сви електрони су спарени. Везе између молекула су слабе, потичу од ван дер Валсових привлачних сила. Са порастом атомског броја елемената расту и атомске запремине, привлачне силе међу молекулима, температура топљења и кључања. Флуор и хлор су гасови, бром је течног, а астат чврстог агрегатног стања. Боја елемената са порастом атомског броја постаје све тамнија. Сви су оштрог мириса, отровног дејства. Удисање малих количина халогена изазива надражај органа за дисање, упалу слузокоже носа и грла, док веће количине изазивају тровање. У води се халогени елементи слабо растварају, а боље у органским растварачима.
Енергија јонизације и електронегативност опадају са порастом атомског броја елемената у групи. Велике вредности прве енергије јонизације као и високе вредности кофицијената електронегативности указују на то да су халогени елементи оксидациона средства (примају електроне). Енергија везе има највећу вредност код хлора (иако би се очекивало да највећу вредност има флуор), а опада ка јоду. На сличан начин се мења и електронски афинитет (највиши је код хлора). За ове аномалије још нема прихватљивог објашњења. Редокс-потенцијал и активност елемената опада аналогно са вредностима електронегативности од флуора према јоду. Халогени са већим редокс-потенцијалом оксидују она са мањим стандардним редокс-потенцијалима.
Елементи VIIa групе показују велику сличност у хемијском понашању. Разлике се, уколико постоје, више исказују у интензитету него у врсти хемијских реакција. То су типични неметали. Ступају у реакцију са готово свим елементима. У природи се јављају само у виду једињења.

## Историја
Минерал флуора флуороспар био је познат још 1529. Рани хемичари су схватили да једињења флуора садрже неоткривени елемент, али нису успели да га изолују. Године 1860, Џорџ Гор, енглески хемичар, проводио је струју кроз флуороводичну киселину и вероватно је производио флуор, али тада није успео да докаже своје резултате. Године 1886, Анри Моасан, хемичар у Паризу, извршио је електролизу калијум-бифлуорида раствореног у анхидрованом водоник-флуориду и успешно изоловао флуор.

Хлороводонична киселина је била позната алхемичарима и раним хемичарима. Међутим, елементарни хлор је произведен тек 1774. године, када је Карл Вилхелм Шеле загрејао хлороводоничну киселину са мангановим диоксидом. Шеле је елемент назвао „дефлогикована муријатична киселина”, по ком називу је хлор био познат 33 године. Хамфри Дејви је 1807. године истраживао хлор и открио да је он стварни елемент. Хлор у комбинацији са хлороводоничном киселином, као и сумпорна киселина у одређеним случајевима стварао је гас хлор који је био отровни гас кориштен током Првог светског рата. Он је истискивао кисеоник у загађеним подручјима и замењивао уобичајени ваздух са кисеоником отровним гасом хлора. Овај бојни отров је спаљивао људско ткиво споља и изнутра, посебно плућа која отежавајући или онемогућавајући дисање у зависности од нивоа контаминације.
Бром је током 1820-их открио Антуан Жером Балар. Балар је открио бром пропуштањем гаса хлора кроз узорак расола. Првобитно је предложио назив мурид за нови елемент, али је Француска академија променила назив елемента у бром.
Јод је открио Бернард Куртис, који је користио пепео алги као део процеса за производњу шалитре. Куртис би обично прокувао пепео алги са водом да би произвео калијум хлорид. Међутим, 1811. године, Куртис је додао сумпорну киселину у свој процес и открио да његов процес производи љубичасте паре које су се кондензовале у црне кристале. Сумњајући да су ти кристали нови елемент, Куртис је послао узорке другим хемичарима на испитивање. Жозеф Луј Ге-Лисак је доказао да је јод нови елемент.
Године 1931, Фред Алисон је тврдио да је открио елемент 85 помоћу магнетно-оптичке машине и назвао елемент алабамин, али његова тврдња није била тачна. Раџендралал Де је 1937. тврдио да је открио елемент 85 у минералима и назвао га елементом дакин, али је и он погрешио. Покушај Хорија Хулубеја и Ивет Кошва да открију елемент 85 путем спектроскопије 1939. године, такође је био неуспешан, као и Волтер Миндерoв покушај исте године, који је открио елемент сличан јоду који је резултат бета распадања полонијума. Елемент 85, сада назван астат, успешно су 1940. године произвели Дејл Р. Корсон, К.Р. Макензи и Емилио Г. Сегре, који су бомбардовали бизмут алфа честицама.
Године 2010. тим који је предводио нуклеарни физичар Јуриј Оганесијан, који је обухватао научнике из JINR, Националне лабораторије Оук Риџ, Националне лабораторије Ловренс Ливермор и Универзитета Вандербилт, успешно је бомбардовао атоме беркелијума-249 са атомима калцијума-48 да би се добио тенесин-294. Према подацима од 2021. године, то је најновији откривени елемент.

## Карактеристике

### Хемијске
Халогени показују трендове у енергији хемијске везе која се креће од врха до дна колоне периодног система при чему флуор благо одступа. Следи тренд да има највећу енергију везе у једињењима са другим атомима, али има веома слабе везе унутар двоатомског молекула 2. То значи да даље у групи 17 у периодном систему реактивност елемената опада због повећања величине атома.
| X | X2  |     | 3   | 3   | 4   |
| - | --- | --- | --- | --- | --- |
|   | 159 | 574 | 645 | 582 | 456 |
|   | 243 | 428 | 444 | 427 | 327 |
|   | 193 | 363 | 368 | 360 | 272 |
|   | 151 | 294 | 272 | 285 | 239 |

Халогени су високо реактивни и као такви могу бити штетни или смртоносни за биолошке организме у довољним количинама. Ова висока реактивност је последица велике електронегативности атома због њиховог високог ефективног нуклеарног набоја. Пошто халогени имају седам валентних електрона на свом најудаљенијем нивоу енергије, они могу добити електрон реагујући са атомима других елемената како би задовољили правило октета. Флуор је најреактивнији од свих елемената; то је једини елемент који је електронегативнији од кисеоника, он напада иначе инертне материјале попут стакла и формира једињења са обично инертним племенитим гасовима. То је корозиван и високо токсичан гас. Реактивност флуора је таква да, ако се користи или складишти у лабораторијском стакленом посуђу, може реаговати са стаклом у присуству малих количина воде и формирати силицијум тетрафлуорид (SiF4). Према томе, са флуором се мора руковати супстанцама као што су тефлон (који је и сам органофлуорово једињење), изузетно суво стакло или метали попут бакра или челика, који на својој површини стварају заштитни слој флуорида.
Висока реактивност флуора омогућава неке од најјачих могућих веза, посебно за угљеник. На пример, тефлон је Флуор повезан угљеником и изузетно је отпоран на термичке и хемијске нападе и има високу тачку топљења.

#### Молекули

##### Диатомски халогени молекули
Халогени формирају хомонуклеарне двоатомне молекуле (није доказано за астат). Због релативно слабих међумолекулских сила, хлор и флуор чине део групе познате као „елементарни гасови”.
модел структуре молекула халогена
| халоген | молекул | структура | модел | (гасна фаза) | (чврста фаза) |
| ------- | ------- | --------- | ----- | ------------ | ------------- |
| флуор   | 2       |           |       | 143          | 149           |
| хлор    | 2       |           |       | 199          | 198           |
| бром    | 2       |           |       | 228          | 227           |
| јод     | 2       |           |       | 266          | 272           |

Елементи постају мање реактивни и имају веће тачке топљења како се повећава атомски број. Веће тачке топљења узроковане су јачим Лондоновим дисперзионим силама које су резултат више електрона.

#### Једињења

##### Водонични халиди
Запажено је да сви халогени реагују са водоником и формирају водоничне халиде. За флуор, хлор и бром, ова реакција је у облику:
Међутим, водоник-јодид и водик-астатид се могу поново поделити на саставне елементе.
Реакције водоник-халоген поступно постају мање реактивне према тежим халогенима. Реакција флуор-водоник је експлозивна чак и када је мрачно и хладно. Реакција хлор-водоник је такође експлозивна, али само у присуству светлости и топлоте. Реакција брома и водоника је још мање експлозивна; та смеша је експлозивна само ако је изложена пламену. Јод и астат само делимично реагују са водоником, формирајући равнотеже.
Сви халогени формирају бинарна једињења са водоником позната као водоник халогениди: флуороводоник (HF), хлороводоник (HCl), бромоводоник (HBr), јодоводоник (HI) и астатоводоник (HAt). Сва ова једињења формирају киселине када се помешају са водом. Водоник-флуорид је једини водоник-халогенид који формира водоничне везе. Хлороводонична киселина, бромоводонична киселина, јодоводонична киселина и хидроастатна киселина су све јаке киселине, али је флуороводична киселина слаба киселина.
Сви халогениди водоника су иритантни. Флуороводик и хлороводоник су високо кисели. Флуороводик се користи као индустријска хемикалија и веома је токсичан, изазивајући плућни едем и оштећујући ћелије. Хлороводоник је такође опасна хемикалија. Удисање гаса са више од педесет делова на милион хлороводоника може изазвати смрт код људи. Водоник-бромид је још токсичнији и иритантнији од хлороводоника. Удисање гаса са више од тридесет делова на милион бромоводоника може бити смртоносно за људе. Водоник-јодид је, као и други водоник-халогениди, отрован.

##### Метални халиди
Познато је да сви халогени реагују са натријумом и формирају натријум флуорид, натријум хлорид, натријум бромид, натријум јодид и натријум астатид. Реакција загрејаног натријума са халогенима производи светло наранџасти пламен. Реакција натријума са хлором је у облику:
2Na + Cl2 → 2NaCl
Гвожђе реагује са флуором, хлором и бромом и формира гвожђе(III) халиде. Ове реакције су у облику:
2Fe + 3X2 → 2FeX3
Међутим, када гвожђе реагује са јодом, формира само гвожђе() јодид.
Fe+I2→FeI2
Гвоздена вуна може брзо реаговати са флуором и формирати бело једињење гвожђе(III) флуорида чак и на ниским температурама. Када хлор дође у контакт са загрејаним гвожђем, они реагују и формирају црни гвожђе(III) хлорид. Међутим, ако су услови реакције влажни, ова реакција ће уместо тога резултирати црвенкасто-смеђим продуктом. Гвожђе такође може реаговати са бромом и формирати гвожђе(III) бромид. Ово једињење је црвенкасто-смеђе у сувим условима. Реакција гвожђа са бромом је мање реактивна од реакције са флуором или хлором. Вруће гвожђе такође може реаговати са јодом, али ствара гвожђе() јодид. Ово једињење може бити сиво, али је реакција увек загађена вишком јода, те се са сигурношћу не зна. Реакција гвожђа са јодом је слабија од реакције са лакшим халогенима.